# Naglfar (groupe)
Naglfar est un groupe de black metal suédois, originaire d'Umeå. Le groupe est formé en 1992 par Jens Rydén et Kristoffer Olivius, à l'origine sous le nom de Uninterred. Au début de l'année 1995, le groupe signe un contrat avec le label Wrong Again Records, et publie son premier album studio Vittra.

## Biographie

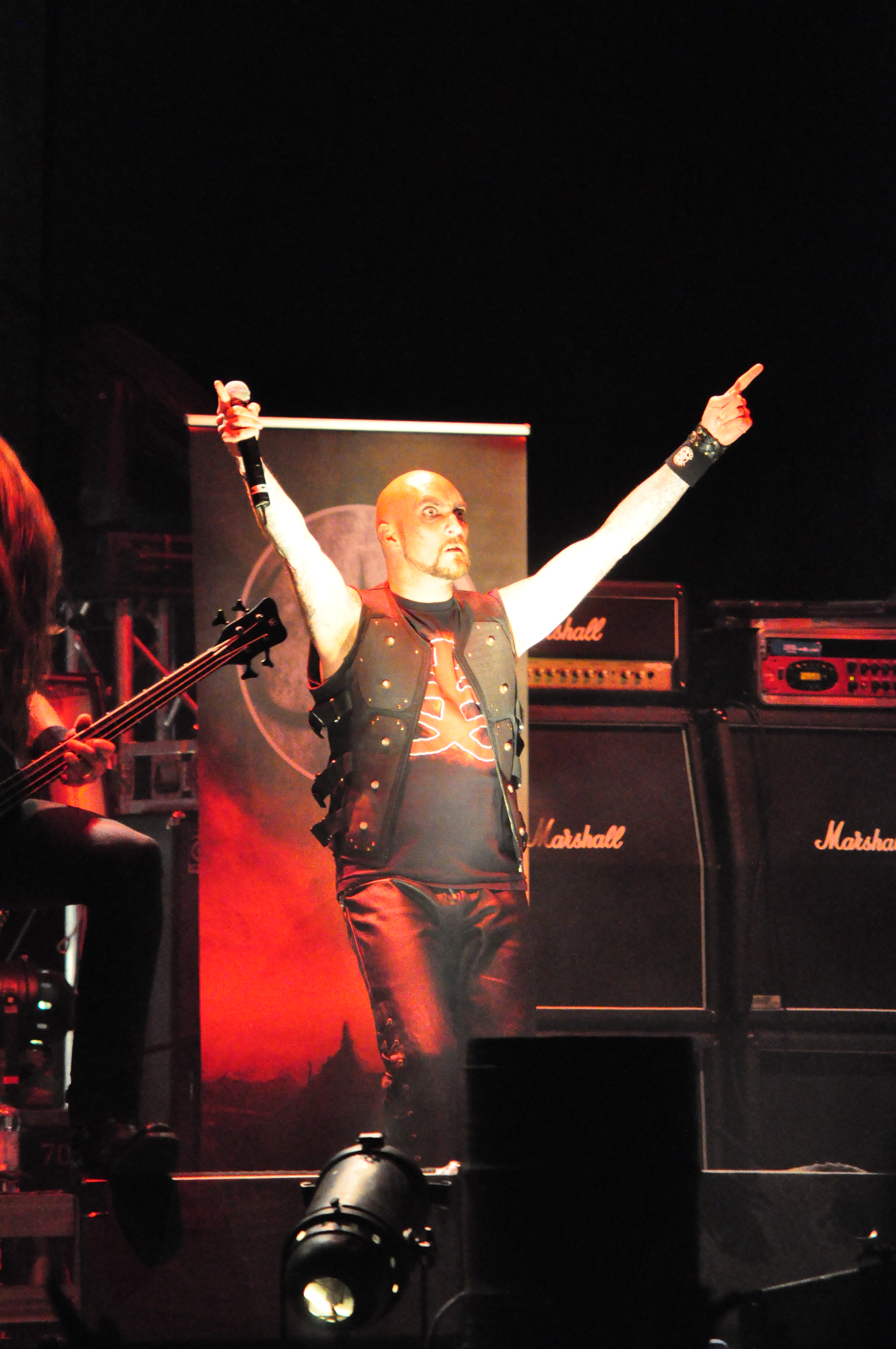
Kristoffer W. Olivius, chanteur du groupe.

Le groupe est formé en 1992 sous le nom de Uninterred par Jens Rydén et Kristoffer Olivius,. La formation est alors complétée par Ulf Andersson du groupe Nocturnal Rites à la batterie, ainsi que Morgan Hansson et Fredrik Degerström à la guitare. Cependant, Fredrik Degerström quitta le groupe quelques mois plus tard, en mars 1994, à cause de conflits avec les autres membres du groupe et de divergences musicales. Peu de temps après, Ulf Andersson prit cette même décision, afin de se concentrer pour son travail au sein de Nocturnal Rites, son groupe d'origine. Pendant cette période instable pour la formation, le groupe enregistre sa première production. Peu avant sa sortie, les membres du groupe décident de changer de nom pour Naglfar, nom qu'ils garderont définitivement. La démo Stellae Trajectio sortira en novembre 1994.
Au début de l'année 1995, le groupe signe un contrat avec le label Wrong Again Records. Pendant l'été de cette même année, leur premier album studio, Vittra, est publié. Peu de temps après cette sortie, Mattias Holmgren quitte le groupe. Leur deuxième album, Diabolical, sort en 1998 après trois années de relative inactivité. Les critiques concernant cet album sont dans l'ensemble élogieuses. Après quelques changements dans la formation, le groupe signe au label Century Media Records en 2002. Le groupe sort l'EP Ex Inferis la même année, qui voit le groupe comparé à Dimmu Borgir. Rydén quitte le groupe peu après la publication de l'album, et est remplacé par le bassiste Olivius au chant. Rydén emprunte le nom de Profundi, et publie l'album The Omega Rising en 2006.
En 2005 sort l'album Pariah, qui obtient un assez grand succès parmi les fans de Naglfar. Cette sortie est suivie d'une tournée à travers l'Europe avec le groupe de black metal Dark Funeral. En décembre 2005, Peter Morgan Lie est confirmé comme le nouveau bassiste du geoupe. Deux ans plus tard, en 2007, sort l'album Harvest, qui est le cinquième opus du groupe. Pour l'album, le groupe collabore avec le réalisateur Roger Johansson pour le clip de leur chanson The Darkest Road. Le groupe part aussi en tournée aux États-Unis en 2007.
En août 2009, le groupe annonce la préparation d'un sixième album studio, sans en préciser la date de sortie. En mai 2010, le groupe poste un message sur Facebook annonçant que l'album est en cours. En décembre 2011, Naglfar lance sa page officielle sur Facebook. Le 22 décembre 2011, un nouveau titre intitulé Pale Horse est publié sur le compte YouTube de Century Media, ainsi que la sortie de leur nouvel album Téras prévu pour mars 2012. Au début de 2012, la couverture et la liste des titres de l'album sont révélées. À sa sortie en mars 2012, l'album est moyennement accueilli par la presse spécialisée,,.

## Membres

### Membres actuels
- Kristoffer W. Olivius – basse (1992-2005), chant (depuis 2005)[1]
- Andreas Nilsson – guitare (depuis 1993)[1]
- Marcus E. Norman – guitare, clavier (depuis 2000), basse (depuis 2011)[1]

### Anciens membres
- Ulf Andersson – batterie (1992–1994)
- Fredrik Degerström – guitare (1993–1994)
- Mattias Holmgren – batterie (1995)
- Morgan Hansson – guitare (1993–2000)
- Jens Rydén – chant (1992–2005), guitare (1992–1993)

## Discographie

### Albums studio
- 1995 : Vittra
- 1998 : Diabolical
- 2003 : Sheol
- 2005 : Pariah
- 2007 : Harvest
- 2012 : Téras
- 2020 : Cerecloth

### EP
- 1998 : When Autumn Storms Come
- 2002 : Ex Inferis

### Démos
- 1994 : Stellae Trajectio
- 1995 : We Are Naglfar - Fuck You!
- 1996 : Maiden Slaughter